# Coronation
Coronation es un pueblo en el centro-este de Alberta, Canadá, que está rodeada por el condado de Paintearth No. 18. Está ubicado en la intersección de la Carretera 12 y la Carretera 872, aproximadamente 100 kilómetros al oeste de la frontera con Saskatchewan.

## Historia
Coronation se incorporó como aldea el 16 de diciembre de 1911, el año en que Jorge V subió al trono, de ahí el nombre elegido, luego se declaró oficialmente pueblo el 29 de abril de 1912. Después de moverse al sur desde Haneyville, a cierta distancia al norte de su ubicación actual para ser congruente con las líneas ferroviarias, se esperaba que Coronation fuera una ciudad central. Sin embargo, los pueblos más grandes como Calgary y Red Deer comenzaron a convertirse en ciudades y Coronation se olvidó en ese sentido.
Confiando en su población agrícola, Coronation finalmente erigió tres elevadores de granos que siguieron siendo puntos turísticos hasta su destrucción en el verano de 2002. Otros puntos de referencia incluyen la torre de agua que fue remodelada a fines de la década de 1990, el furgón de cola pintado de un rojo majestuoso y la corona iluminada en la entrada de la ciudad que fue construida por un equipo de hutteritas a principios de la década del 2000.

## Geografía

### Clima
Coronation experimenta un clima continental húmedo (clasificación climática de Köppen Dfb).
| Parámetros climáticos promedio de | Parámetros climáticos promedio de | Parámetros climáticos promedio de | Parámetros climáticos promedio de | Parámetros climáticos promedio de | Parámetros climáticos promedio de | Parámetros climáticos promedio de | Parámetros climáticos promedio de | Parámetros climáticos promedio de | Parámetros climáticos promedio de | Parámetros climáticos promedio de | Parámetros climáticos promedio de | Parámetros climáticos promedio de | Parámetros climáticos promedio de |
| Mes                               | Ene.                              | Feb.                              | Mar.                              | Abr.                              | May.                              | Jun.                              | Jul.                              | Ago.                              | Sep.                              | Oct.                              | Nov.                              | Dic.                              | Anual                             |
| --------------------------------- | --------------------------------- | --------------------------------- | --------------------------------- | --------------------------------- | --------------------------------- | --------------------------------- | --------------------------------- | --------------------------------- | --------------------------------- | --------------------------------- | --------------------------------- | --------------------------------- | --------------------------------- |
| [cita requerida]                  |                                   |                                   |                                   |                                   |                                   |                                   |                                   |                                   |                                   |                                   |                                   |                                   |                                   |

## Demografía
Según el censo de Canadá de 2021 realizado por Statistics Canada, la ciudad de Coronation contaba con una población de 868 habitantes que vivían en 399 de sus 485 viviendas privadas totales, un cambio de−7,7 % de su población de 2016 de 940. Con una superficie de terreno de 3,57 km2, tiene una densidad de población de 243,1/km.
Según el censo de Canadá de 2016 realizado por Statistics Canada, la ciudad de Coronation registró una población de 940 habitantes que vivían en 405 de sus 442 viviendas privadas totales, un −0,7 % de cambio de su población en 2011 de 947. Con una superficie de terreno de 3,62 km² (1,4 mi²), tenía una densidad de población de 259,7/km en 2016.

## Economía
La economía se sustenta principalmente en la agricultura, la ganadería y el industria petrolera.[cita requerida]

## Cultura
Coronation organiza un rodeo cada mes de junio que incluye eventos de lazada de becerros, carreras de barriles, monta de toros y carretas. El rodeo también cuenta con un desfile y un desayuno de panqueques.[cita requerida]
Coronation también alberga la Coronation Town and Country Fair, que incluye exhibiciones académicas, logros botánicos y entradas artísticas.[cita requerida]

## Educación
El distrito escolar de Clearview opera la escuela Coronation dentro de la ciudad, que tenía 374 estudiantes en 2009.[cita requerida]

## Medios de comunicación
East Central Alberta Review es el periódico local que brinda cobertura para la coronación.

## Gente notable
- Travis Brigley - exjugador de la NHL
- Barbara Clark - medallista de bronce en natación
- Melody Davidson - medallista de oro olímpica, entrenadora en jefe del equipo canadiense de hockey femenino
- Stuart Gillard - director de cine
- Doug Griffiths - autor y expolítico
- Dwayne Zinger - exjugador de la NHL